# Diaporthe perniciosa
Diaporthe perniciosa Marchal & É.J. Marchal – gatunek grzybów z rzędu Diaporthales. U drzew owocowych wywołuje grzybową chorobę o nazwie rak kory drzew owocowych.

## Systematyka
Pozycja w klasyfikacji według Index FungorumDiaporthe, Diaporthaceae, Diaporthales, Diaporthomycetidae, Sordariomycetes, Pezizomycotina, Ascomycota, Fungii.
Po raz pierwszy gatunek ten opisali w Belgii Élie Marchal i Émile Jules Joseph Marchal w 1921 r. na owocach.

## Charakterystyka
Występuje na jabłoniach (Malus), gruszach (Pyrus) i śliwach (Prunus). Dominuje anamorfa. Tworzy ona dwa rodzaje zarodników konidialnych:
- nitkowate, zazwyczaj z jednym końcem zagiętym, o wymiarach 12–25 × 1,5–2 µm,
- owalne, czasami nieco zagięte, o wymiarach 7–9 × 2–3 µm[3].

Teleomorfa jest saprotrofem, powstaje rzadko, tylko na martwych gałęziach. Tworzy w skupiskach kuliste lub butelkowate perytecja o wydłużonej szyjce. Powstają w nich dwukomórkowe, szkliste askospory o wymiarach 10–17 × 2,5–5 µm. Źródłem infekcji pierwotnej są zarówno konidia, jak i askospory. Infekują rośliny przez różnego rodzaju zranienia.